# Guy de Pourtalès
Le comte Guy de Pourtalès, né le 4 août 1881 à Berlin et mort le 12 juin 1941 à Lausanne, est un écrivain franco-suisse.

## Biographie

### Jeunesse
Guy de Pourtalès est issu d'une famille de huguenots français réfugiée à Neuchâtel. 
Il est le fils de Hermann de Pourtalès (1847-1904) et de Marguerite Marcet (1857-1888). Bien que suisse, son père est officier dans l'armée prussienne (le canton de Neuchâtel resta propriété du roi de Prusse jusqu'en 1848 tout en étant un canton suisse depuis 1815) et est même, au moment de la naissance de Guy, attaché au service de l'empereur Guillaume 1er comme chef d'escadron (capitaine) du Régiment des Cuirassiers de la Garde. Il quitte le service en 1887. Quatre de leurs cinq enfants naissent à Berlin, le cinquième naît à Cannes en 1888, après que Hermann a quitté le service. À noter que la famille a aussi une attache en Angleterre où vivent les parents de Marguerite Marcet. Après le décès de celle-ci en 1888, Hermann se remarie en 1891 et aura deux autres enfants.
Guy passe son enfance et sa jeunesse entre Genève et Cannes, fait des études secondaires à l'Institut Sillig à la Tour-de-Peilz (près de Vevey) de 1893 à 1897, puis au gymnase de Neuchâtel de 1897 à 1900 ; dans la perspective d'études supérieures scientifiques, il s'inscrit à la Realschule de Karlsruhe (Allemagne), mais en fin de compte, va étudier les lettres aux universités de Bonn puis de Berlin, où il développe sa culture musicale. 
Ce cosmopolitisme européen détermine la pensée et l’œuvre de l’écrivain marquée par son amour pour la musique.

### Retour en France (1905-1914)
En 1905, déçu par une Allemagne de plus en plus nationaliste et belliciste, il se fixe à Paris. En 1911, il épouse Hélène Marcuard (1885-1964), fille d'un banquier de Lausanne. Ils auront trois enfants, Françoise, Raymond (1914-1940) et Rose.
En 1912, il est réintégré à sa demande dans ses droits de citoyen français en tant que descendant d'une famille protestante victime des persécutions du règne de Louis XIV.
La publication de La Cendre et la Flamme (1910) et de Solitude (1913), ses collaborations à la Nouvelle Revue française, à la Revue hebdomadaire et la fondation de la Société littéraire de France l’engagent dans la carrière littéraire, interrompue par la Première Guerre mondiale. 

### Première Guerre mondiale
Bien qu'il n'ait pas fait de service militaire, Guy de Pourtalès est mobilisé dès août 1914 mais affecté dans une unité non combattante, comme automobiliste au dépôt de Chartres ; il est ensuite muté auprès des troupes anglaises du Havre, à la fois comme conducteur automobile et interprète. 
En janvier 1915, il est envoyé à l'état-major d'une brigade d'artillerie sur le front à Armentières ; il est évacué quelques mois plus tard pour raisons de santé : une pleurésie attribuée par la suite aux conséquences de l'attaque aux gaz sur Ypres, ce qui lui vaudra d'être décoré de la Croix de guerre. Après une longue convalescence, il est de nouveau affecté (octobre 1915) comme aspirant-officier interprète dans une unité anglaise en campagne (hôpital mobile). 
En février 1916, il est engagé par le bureau de la Propagande du ministère des Affaires Étrangères où il crée et dirige la « section suisse ». Mais en décembre 1917, le gouvernement Clemenceau se trouve menacé d'une interpellation parlementaire sur le cas de Guy de Pourtalès, en raison de ses liens de famille en Allemagne. Son frère Raymond (mort en 1914) travaillait au ministère allemand des Affaires étrangères ; sa sœur Alexandra est mariée à un officier prussien ; sa demi-sœur Alix est aussi mariée à un Allemand. Enfin un cousin est diplomate au service de l'Allemagne. Informé le 6 décembre 1917 du problème par son chef de service, Guy de Pourtalès offre sa démission, mais sollicite immédiatement un retour dans l'armée. 
Le 16 janvier 1918, il est affecté comme interprète au camp du Valdahon qui accueille les artilleurs américains en formation. 
Après l'armistice, il passe à l'état-major de la IVème Armée (général Gouraud) à Strasbourg. En janvier 1919, il fait partie d'une mission d'observation des régions dévastées de Rhénanie et de Belgique. Il est démobilisé le 14 février 1919 (jour de la démobilisation générale).

### Entre-deux-guerres
Revenu à la vie civile, Guy de Pourtalès traduit Mesure pour Mesure, Hamlet et La Tempête de William Shakespeare, puis se consacre à son œuvre de biographe et de romancier, dont une partie importante est regroupée sous le titre L’Europe romantique (huit volumes, dont six biographies consacrées à Liszt, Wagner, Chopin, Louis II, Nietzsche et Berlioz et deux romans : Montclar et Marins d’eau douce). Il partage alors son temps entre Paris et Étoy, au bord du lac Léman. 
Il contribue au développement de la Société littéraire de France, maison d'édition qu'il avait fondée en 1915 avec François Le Grix et la Revue hebdomadaire.
En 1924, il signe la pétition en faveur d’André Malraux après sa condamnation lors de l'« affaire d'Angkor ». D'un voyage au Siam et au Cambodge, où il effectue un reportage pour un quotidien français, il rapporte un récit de voyage, Nous, à qui rien n'appartient (1931). 
En 1937 paraît ce qui deviendra son œuvre la plus célèbre, par la suite régulièrement rééditée, La Pêche miraculeuse, qui lui vaut le Grand prix du roman de l'Académie française. Ce titre se réfère au célèbre tableau de Conrad Witz, de 1444.

### Seconde Guerre mondiale
Gravement atteint dans sa santé, c’est en Suisse qu’il assiste aux débuts de la Seconde Guerre mondiale. La défaite de la France et la mort de son fils, tombé sur le front dans les Flandres, le touchent énormément. 
Au début de l'année 1941, il séjourne dans une clinique à Montana, mais, son état tuberculinique s’aggravant, il revient à Lausanne à la fin du mois de mars et s'éteint à l'hôpital Nestlé le 12 juin 1941. Il est inhumé à Etoy.

## Œuvre
- La Cendre et la Flamme, éditions Juven, 1910
- Solitudes, roman, éditions Grasset, 1913
- À mes amis Suisses, Crès, 1916 (réédition, Infolio, 2016)
- Deux contes de fées pour les grandes personnes, Paris, Société littéraire de France, 1917
- Odet de La Noue, soldat et poète huguenot de la fin du XVIe siècle, Bulletin de la Société de l'histoire du protestantisme français, 1918-1919
- Marins d’eau douce, Paris, Société littéraire de France, 1919
- La parabole des talents, 1923
- De Hamlet à Swann: Études sur Shakespeare, La Fontaine, Senacour, Benjamin Constant, Proust, 1924
- La vie de Franz Liszt, Gallimard, 1925, biographie
- Chopin ou le poète, Gallimard, 1926, biographie
- Montclar, Gallimard, 1926, roman (réédition, Infolio, 2017)
- Louis II de Bavière ou Hamlet Roi, Gallimard, 1928, biographie
- Trilogie Shakespearienne, traduction de Hamlet, Mesure pour Mesure et la Tempête, Gallimard, 1929
- Nietzsche en Italie, Bernard Grasset, 1929
- Florentines, Gallimard, 1930
- Nous, à qui rien n’appartient. Voyage au pays Khmer, Flammarion, 1931, essai (réédition, Infolio, 2017)
- Wagner, histoire d’un artiste, Gallimard, 1932, biographie (réédition, Infolio, 2013)
- La Pêche miraculeuse, Gallimard, 1937, Grand prix du roman de l'Académie française (réédition, Infolio, 2016)
- Berlioz et l’Europe Romantique, Gallimard, 1939, biographie
- Chaque mouche a son ombre - Tome I 1881-1919, (Journal), nrf, Gallimard, 1980
- Journal II 1919-1941, nrf, Gallimard, 1991
- Correspondances. Tome 1 : 1909-1918, Slatkine, 2006
- Correspondances. Tome 2 : 1919-1929, Slatkine, 2011
- Journal de la Guerre 1914-1919, Zoé, 2014
- Voyage en Extrême-Orient (28 février – 4 juin 1930), journal, Infolio, 2017

Adaptations
- 1976 : La Pêche miraculeuse, de Pierre Matteuzzi, mini-série TV, 360 minutes

## Prix
- Grand prix du roman de l'Académie française en 1937 pour La Pêche miraculeuse

## Mémoire
La Fondation Guy de Pourtalès a été créée en 1984. 
Les archives et la bibliothèque de l’écrivain sont conservées au Centre de recherches sur les lettres romandes (Université de Lausanne).